# Rolf-Dieter Kabelitz

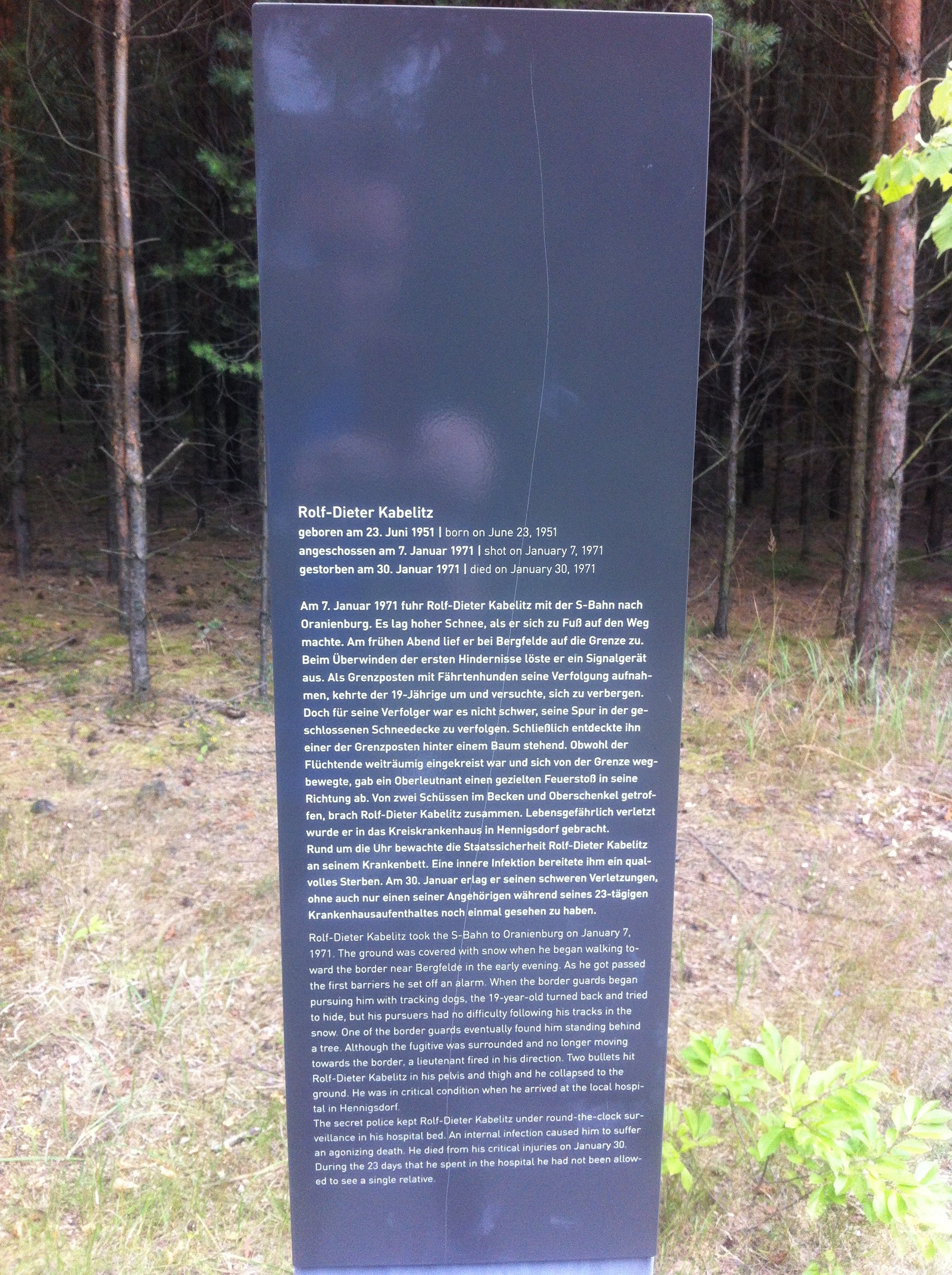
Rolf-Dieter Kabelitz, Stele am Mauerweg in Frohnau

Rolf-Dieter Kabelitz (* 23. Juni 1951; † 30. Januar 1971 in Hennigsdorf) war ein Todesopfer an der Berliner Mauer. Bei einem Fluchtversuch wurde er von einem Angehörigen der Grenztruppen der DDR zweimal angeschossen und starb 23 Tage später im Krankenhaus.

## Leben
Rolf-Dieter Kabelitz wuchs nach der Scheidung der Eltern bei der Mutter und deren zweitem Ehemann in Potsdam auf. Mit seinem Stiefvater, der Hauptmann bei der Volkspolizei war, verstand er sich nicht. Nach der Schule nahm Kabelitz eine Lehre zum Dreher im VEB Lokomotivwerk „Karl Marx“ auf, die er jedoch abbrach. Auf Vermittlung der Eltern bekam er im August 1969 eine Stelle bei der Warnowwerft in Rostock. Diese Anstellung kündigte er zum 10. Januar 1971. Mit seinen Eltern kam es zu einem Konflikt wegen der Kündigung.
Am Morgen des 4. Januar 1971 verließ er sein Elternhaus unter dem Vorwand, zur Spätschicht nach Rostock zu fahren. Dort kam er nicht an. Drei Tage später fuhr er mit der S-Bahn nach Oranienburg. Entlang der S-Bahn-Trasse lief er zurück Richtung Hohen Neuendorf. Auf dem Weg bog er bei Bergefelde ins Grenzgebiet ab. In der Dunkelheit überwand er ein Hindernis, das mit einem Signalgerät ausgestattet war und Alarm auslöste. Zunächst setzte Rolf-Dieter Kabelitz seinen Weg Richtung West-Berlin fort, kehrte aber um, als er erkannte, dass die Grenzsoldaten ihn mit Hunden verfolgten. Er rannte zurück zur S-Bahn-Trasse, warf seine Tasche weg und suchte Deckung in dem bewaldeten Gebiet. Die Grenzsoldaten konnten seine Spuren in der geschlossenen Schneedecke aufnehmen und umzingelten ihn. Ein Oberleutnant schoss mehrfach gezielt auf den Flüchtling, der sich nicht mehr in Richtung der Grenze bewegte. Zwei Kugeln trafen Rolf-Dieter Kabelitz in Becken und Oberschenkel.
Rolf-Dieter Kabelitz wurde in das Krankenhaus von Hennigsdorf gebracht. Im Krankenhaus übernahm das Ministerium für Staatssicherheit den Fall. Gegen 2 Uhr nachts begann das erste Verhör mit dem Schwerverletzten, der wegen eines Darmdurchschusses in Lebensgefahr schwebte. Nach einer Operation am 9. Januar wurde er vom Oranienburger Kreisgerichtsdirektor richterlich vernommen und in Untersuchungshaft genommen. Kabelitz gab an, versehentlich ins Grenzgebiet gelangt zu sein. Eine innere Infektion, die sich in seinem gesamten Körper ausbreitete und zu zwei weiteren Operationen führte, löste eine Lungenentzündung aus, an der er am Abend des 30. Januar 1971 verstarb. Seine Leiche wurde eingeäschert. Die Angehörigen durften ihn weder im Krankenhaus besuchen noch vom Leichnam Abschied nehmen.
Ein geflohener Leutnant der NVA gab im September 1971 zu Protokoll, dass im Januar ein Flüchtling nach Schusswaffengebrauch unverletzt festgenommen wurde. Nach der deutschen Wiedervereinigung nahm die Zentrale Ermittlungsgruppe für Regierungs- und Vereinigungskriminalität im Juli 1991 Ermittlungen auf. Der schießende Oberleutnant war 1986 gestorben. Da keinem anderen Grenzsoldaten ein Verschulden nachgewiesen werden konnte, wurde das Verfahren im August 1994 eingestellt.